# In Abhorrence Dementia
In Abhorrence Dementia drugi je studijski album norveškog simfonijskog black metal-sastava Limbonic Art. Album je 12. prosinca 1997. godine objavila diskografska kuća Nocturnal Art Productions.

## Popis pjesama
Tekstovi: Daemon. 
| 1.    | »In Abhorrence Dementia«            | 7:25  |
| 2.    | »A Demonoid Virtue«                 | 7:40  |
| 3.    | »A Venomous Kiss of Profane Grace«  | 7:05  |
| 4.    | »When Mind and Flesh Depart«        | 7:38  |
| 5.    | »Deathtrip to a Mirage Asylum«      | 12:13 |
| 6.    | »Under Burdens of Life's Holocaust« | 6:26  |
| 7.    | »Oceania« (instrumental)            | 0:43  |
| 8.    | »Behind the Mask Obscure«           | 7:14  |
| 9.    | »Misanthropic Spectrum«             | 7:15  |
| 63:39 |                                     |       |

| Reizdana inačica iz 2001. godine | Reizdana inačica iz 2001. godine     | Reizdana inačica iz 2001. godine | Reizdana inačica iz 2001. godine | Reizdana inačica iz 2001. godine | Reizdana inačica iz 2001. godine | Reizdana inačica iz 2001. godine | Reizdana inačica iz 2001. godine | Reizdana inačica iz 2001. godine | Reizdana inačica iz 2001. godine |
| Br.                              | Skladba                              | Trajanje                         |                                  |                                  |                                  |                                  |                                  |                                  |                                  |
| -------------------------------- | ------------------------------------ | -------------------------------- | -------------------------------- | -------------------------------- | -------------------------------- | -------------------------------- | -------------------------------- | -------------------------------- | -------------------------------- |
| 1.                               | »In Abhorrence Dementia«             | 7:25                             |                                  |                                  |                                  |                                  |                                  |                                  |                                  |
| 2.                               | »A Demonoid Virtue«                  | 7:40                             |                                  |                                  |                                  |                                  |                                  |                                  |                                  |
| 3.                               | »Descend to Oblivion« (bonus pjesma) | 5:31                             |                                  |                                  |                                  |                                  |                                  |                                  |                                  |
| 4.                               | »A Venomous Kiss of Profane Grace«   | 7:05                             |                                  |                                  |                                  |                                  |                                  |                                  |                                  |
| 5.                               | »When Mind and Flesh Depart«         | 7:38                             |                                  |                                  |                                  |                                  |                                  |                                  |                                  |
| 6.                               | »Deathtrip to a Mirage Asylum«       | 12:13                            |                                  |                                  |                                  |                                  |                                  |                                  |                                  |
| 7.                               | »Under Burdens of Life's Holocaust«  | 6:26                             |                                  |                                  |                                  |                                  |                                  |                                  |                                  |
| 8.                               | »Abyssal Necromancy« (bonus pjesma)  | 6:33                             |                                  |                                  |                                  |                                  |                                  |                                  |                                  |
| 9.                               | »Oceania« (instrumental)             | 0:43                             |                                  |                                  |                                  |                                  |                                  |                                  |                                  |
| 10.                              | »Behind the Mask Obscure«            | 7:14                             |                                  |                                  |                                  |                                  |                                  |                                  |                                  |
| 11.                              | »Misanthropic Spectrum«              | 7:15                             |                                  |                                  |                                  |                                  |                                  |                                  |                                  |
| 75:43                            |                                      |                                  |                                  |                                  |                                  |                                  |                                  |                                  |                                  |

## Zasluge
Limbonic Art
- Daemon – vokali, gitara
- Morfeus – vokali, klavijature, solo gitara, programiranje bubnjeva, naslovnica

Dodatni glazbenici
- Morgana – dodatni vokali
- Lisbeth Fagerheim – dodatni vokali

Ostalo osoblje
- Peter Lundell – produkcija, miksanje
- Vargnatt Inc. – mastering
- Grim Lindberg – fotografija